# Tauriphila xiphea
Die Tauriphila xiphea ist eine der zwei Libellenarten der Gattung Tauriphila aus der Unterfamilie Pantalinae. Erstmals beschrieben wurde die Art 1913 durch Friedrich Ris. Die Art ist in Argentinien und Uruguay verbreitet.

## Bau der Imago
Der ungefähr 32 Millimeter lange Hinterleib (Abdomen) der Männchen ist auf der Oberseite dunkel rotbraun. Zu den Seiten hin und am Bauch wird er etwas heller.  Im Bereich des dritten und vierten Segmentes verengt sich das Abdomen stark. Die oberen Hinterleibsanhänge sind ungefähr so lang wie das neunte Segment. Das weibliche Abdomen ist etwas kürzer und ebenfalls rötlich braun. Ab dem vierten bis zum zehnten Segment verläuft auf dem Rücken eine breite schwarze Linie. Die Segmentübergänge sind schwarz gerandet. Die Hinterleibsanhänge sind kürzer.
Der Brustkorb (Thorax) ist bei den Männchen braunschwarz und glänzt vorne sehr stark grünlich blau. Auch die Seiten schimmern grünlich blau durch.
Bei den Männchen ist die Unterlippe hellbraun und die Oberlippe schwarz. Das Gesicht ist dunkelbraun und die Stirn mit Scheitelblase metallisch blau.
Die Hinterflügel sind circa 39 Millimeter lang. Beide Flügelpaare sind diffus gelb. Zudem findet sich im Hinterflügel noch ein dunkler Fleck an der Basis der bei den Weibchen etwas heller ausfällt. Das Flügelmal (Pterostigma) misst 2 bis 3 Millimeter.